# 칼퍼킨스브리지

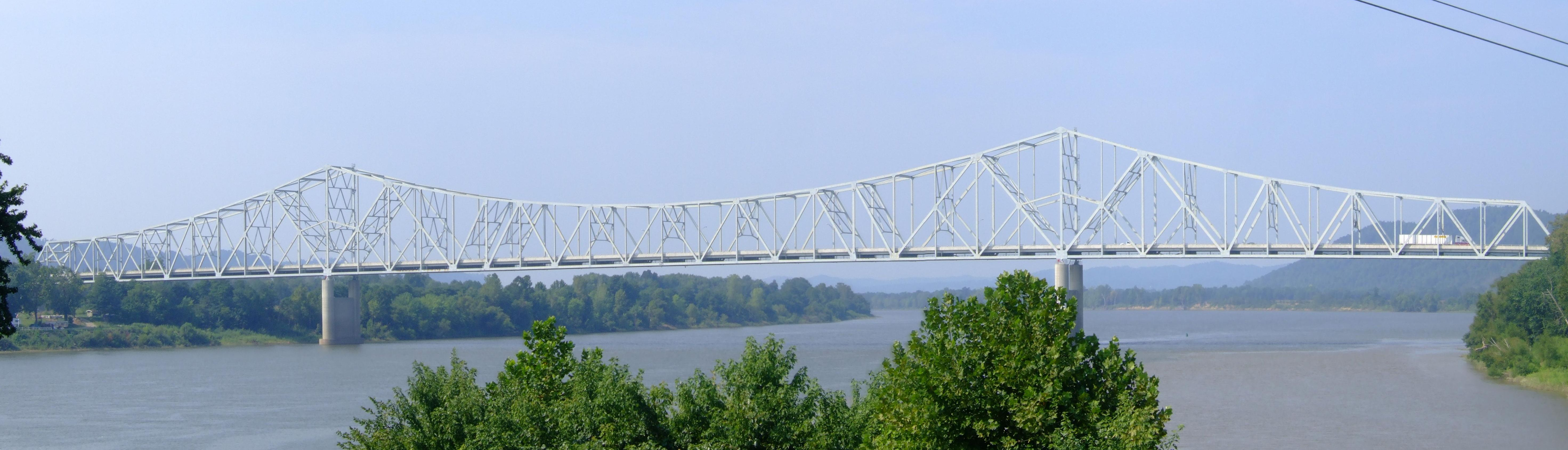

칼퍼킨스브리지(Carl Perkins Bridge)는 오하이오강을 가로지르는 다리이다. 오하이오주 워싱턴타운십과 그린업군을 연결한다. 스테이트 루트 852와 트럭 루트 국도 제23호선의 2개 차선을 제공한다. 켄터키 루트 8까지 이어진다. 1988년 1월 28일 오픈하였다.

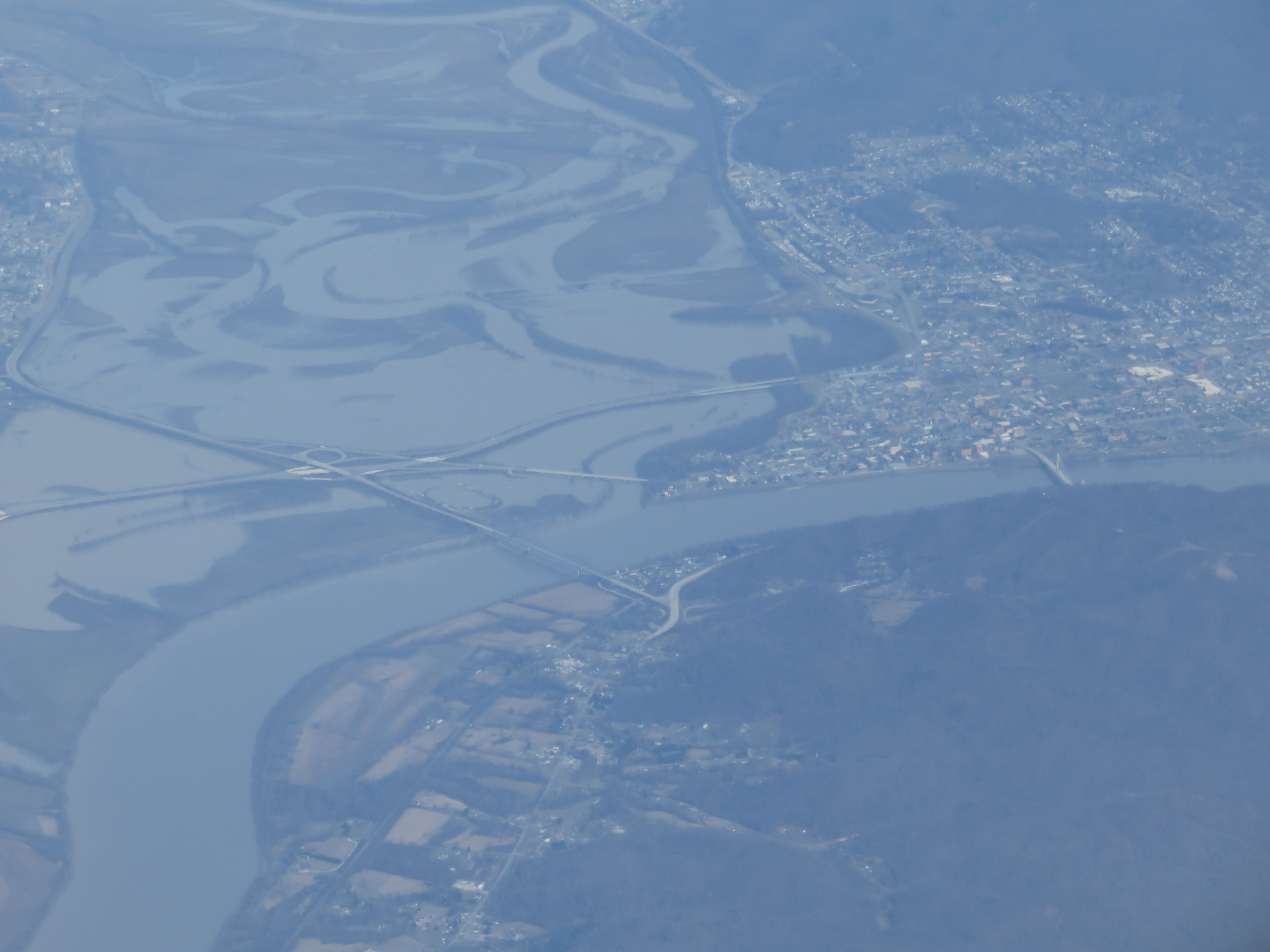
항공뷰